# John de Havering
John de Havering († um 1309) war ein englischer Militär und Beamter. Er galt als einer der erfahrensten Verwaltungsbeamten von König Eduard I., dem er als Seneschall der Gascogne und als Justiciar von Wales diente.

## Herkunft
John de Havering stammte aus Essex und gehörte dem Ritterstand an. Er war ein jüngerer Sohn von Richard de Havering, der Verwalter der Güter von Simon de Montfort, 6. Earl of Leicester war. Wie sein Vater unterstützte er im Zweiten Krieg der Barone die von Montfort geführten Rebellen gegen den König. Nach dem Sieg der königlichen Partei 1265 wurde er 1266 begnadigt. Sein Vater starb 1267, worauf Havering dessen Besitzungen erbte. Während der Regierung von König Heinrich III. war er Herr von Grafton in Northamptonshire.

## Dienst unter Eduard I.

### Dienst als Militär in Wales
Nach seiner Begnadigung wurde Havering zunächst Constable von Marlborough Castle. Von Oktober 1274 bis Oktober 1278 diente Havering als Sheriff von Hampshire. Nach der Eroberung von Wales wurde er 1284 stellvertretender Justiciar von Nordwales. Im Juli 1287 gehörte er zu den Kommandanten der Armee, die die Rebellion des walisischen Lords Rhys ap Maredudd niederschlugen. Nach der Niederschlagung der Rebellion wurde Havering im November 1287 als Justiciar abgelöst und reiste zum König in die Gascogne.

### Dienst als Seneschall der Gascogne
Vor seiner Rückreise nach England im Sommer 1289 ernannte Eduard I. Havering zum Seneschall der Gascogne. Gleich zu Beginn seiner Amtszeit mischte sich Havering in die Verwaltung von Bordeaux ein. Die aufgebrachten Bürger wandten sich an das Parlement in Paris, dem Gerichtshof der französischen Könige, die oberste Lehnsherren der Gascogne waren. Als Gegenmaßnahme ließ Havering Wein beschlagnahmen, der nach England exportiert werden sollte. Bereits 1290 erhielt der König beunruhigende Nachrichten aus der Gascogne, und als es 1294 wegen der Gascogne zum Krieg mit Frankreich kam, waren zahlreiche Bürger und Barone der Gascogne unzufrieden mit der englischen Verwaltung.

### Erneuter Dienst in Wales
1294 kehrte Havering nach England zurück, wo ihn der König zu einer Versammlung der englischen Prälaten sandte. Im Auftrag des Königs drohte Havering den Geistlichen mit Ächtung, falls diese keine höhere Steuern bewilligten. Während des walisischen Aufstands von 1294 bis 1295 wurde er mit der Verteidigung von Merionethshire beauftragt. 1295 ergab sich ihm der Rebellenführer Madog ap Llywelyn, weshalb er die Belohnung von 500 Mark beanspruchte, die auf die Ergreifung Madogs ausgesetzt war. Von 1295 bis 1301 diente er als Justiciar von Nordwales, dabei sollte er die Ursachen für die Rebellion erforschen. Er zeigte jedoch kaum Verständnis für die Waliser, die mit den hohen Abgaben und der Zwangsrekrutierung von Soldaten für die Kriege des Königs unzufrieden waren. 1299 wurde Havering vom König ins Parlement berufen.

### Erneuter Dienst als Seneschall der Gascogne
1305 wurde Havering wieder Seneschall der Gascogne, die während des Kriegs mit Frankreich großteils von Frankreich besetzt gewesen war und erst 1303 an die englische Verwaltung zurückgegeben wurde. Sein Sohn Richard begleitete ihn nach Frankreich und diente als Kommandant von Bordeaux. Als Seneschall verfügte Havering aber über nur geringe Einkünfte und hatte nur eine eingeschränkte Gerichtshoheit. Deshalb hatte er Probleme, die Fehden zwischen dem Sire d’Albret und dem Sire de Caumont und zwischen Graf Gaston von Foix und Graf Bernard von Armagnac zu beenden. Im April 1306 übertrug der König das Herzogtum Aquitanien samt der Gascogne dem Thronfolger Eduard, und nachdem dieser 1307 englischer König geworden war, wurde Havering 1308 als Seneschall abgelöst.

## Tod, Familie und Nachkommen
Havering starb offenbar um 1309. Seine Witwe Margaret besaß noch 1336 Ländereien in Essex und Hertfordshire. Haverings Erbe wurde sein Sohn Richard de Havering.